# Scherma ai Giochi della I Olimpiade - Sciabola maschile
La gara della sciabola dei Giochi della I Olimpiade fu uno dei tre eventi sportivi, riguardanti la scherma dei primi Giochi olimpici moderni, tenutosi ad Atene, il 9 aprile 1896.
Hanno partecipato alla competizione 5 atleti provenienti da tre nazioni. La gara, che si tenne nello Zappeion di Atene, era riservata ai soli atleti maschi, come tutte le competizioni dell'Olimpiade di Atene 1896.

## Risultati
I cinque partecipanti si affrontarono l'uno contro l'altro, per un totale di dieci incontri; i partecipanti erano i greci Tīlemachos Karakalos, Iōannīs Geōrgiadīs e Georgios Iatridis, il danese Holger Nielsen e l'austriaco Adolf Schmal. Georgiadis risultò imbattuto, risultando quindi il vincitore della medaglia d'oro. Karakalos perse solo contro Georgiadis.

### Incontri
| Match | Vincitore            | Toccate | Sconfitto            |
| ----- | -------------------- | ------- | -------------------- |
| 1     | Tīlemachos Karakalos | 3-0     | Adolf Schmal         |
| 2     | Iōannīs Geōrgiadīs   | 3-0     | Georgios Iatridis    |
| 3     | Tīlemachos Karakalos | 3-2     | Holger Nielsen       |
| 4     | Iōannīs Geōrgiadīs   | 3-2     | Adolf Schmal         |
| 5     | Holger Nielsen       | 3-1     | Georgios Iatridis    |
| 6     | Iōannīs Geōrgiadīs   | 3-1     | Tīlemachos Karakalos |
| 7     | Adolf Schmal         | 3-2     | Georgios Iatridis    |
| 8     | Iōannīs Geōrgiadīs   | 3-2     | Holger Nielsen       |
| 9     | Tīlemachos Karakalos | 3-0     | Georgios Iatridis    |
| 10    | Holger Nielsen       | 3-2     | Adolf Schmal         |

### Classifica
| Piazz. | Nazione   | Atleta               | TF | TS | V | P |
| ------ | --------- | -------------------- | -- | -- | - | - |
|        | Grecia    | Iōannīs Geōrgiadīs   | 12 | 6  | 4 | 0 |
|        | Grecia    | Tīlemachos Karakalos | 11 | 5  | 3 | 1 |
|        | Danimarca | Holger Nielsen       | 10 | 9  | 2 | 2 |
| 4      | Austria   | Adolf Schmal         | 7  | 11 | 1 | 3 |
| 5      | Grecia    | Georgios Iatridis    | 3  | 12 | 0 | 4 |